# فلك ناز أوجا
فلك ناز أوجا (بالألمانية: Feleknas Uca) هي سياسية ألمانية تركية إيزيدية من حزب الشعوب الديمقراطي ولدت في يوم 17 سبتمبر 1976 في تسيله في ألمانيا، تشغل حاليًا منصب عضو في البرلمان التركي كممثلة عن الإيزيديين من محافظة دياربكر وسبق لها شغل منصب نائبة في البرلمان الأوروبي من سنة 1999 إلى سنة 2009. وقد تم اعتقالها في وقت سابق في تركيا بتهمة انتمائها لحزب العمال الكردستاني.